# Annegret Ottke
Annegret Ottke (* 1947 in Hittfeld) ist eine Hamburger Politikerin der Sozialdemokratischen Partei Deutschlands (SPD) und ehemaliges Mitglied der Hamburgischen Bürgerschaft.

## Leben und Politik
Die verheiratete Annegret Ottke ist Physiklaborantin und Programmiererin. Sie studierte Volkswirtschaft und Sozialökonomie an der Hochschule für Wirtschaft und Politik (HWP) in Hamburg mit dem Abschluss einer Diplom-Sozialökonomin.
Sie  trat 1977 in die SPD ein. Sie war 1985/86 Mitglied in der Bezirksversammlung Hamburg-Harburg für ihre Partei. Zudem war sie Kreisvorsitzende der „Arbeitsgemeinschaft sozialdemokratischer Frauen“
Sie war von 1986 bis 1993  Mitglied der Hamburgischen Bürgerschaft. Sie saß für ihre Fraktion im Umweltausschuss.